# Luogang

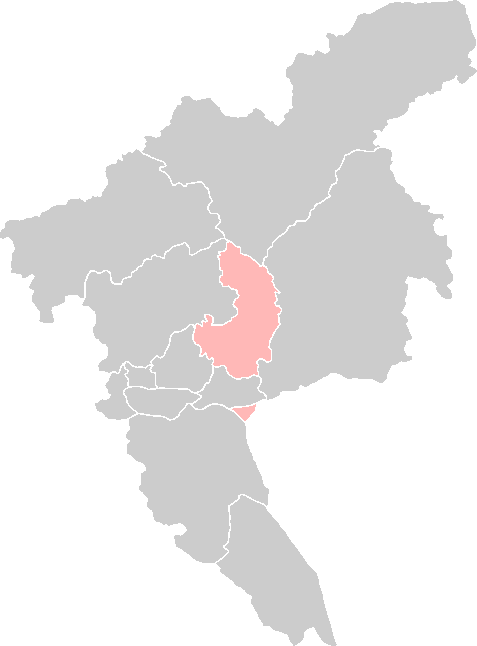
Localización de Luogang en Guangzhou.

Luogáng (en chino: 萝岗区, pinyin: Luó gǎng qū) es una ciudad-distrito  bajo la administración directa de la ciudad-subprovincia de Guangzhou. Se ubica en las orillas del Río Dong en la Provincia de Cantón, República Popular China. Su área es de 390 km² y su población es de 170.000 (98% han).
El código postal es el 510730 y el de área 020.

## Administración
El distrito de Luogáng se divide en 5 subdistritos y 1 poblado.
| Nombre     | Chino    | Pinyin         |
| ---------- | -------- | -------------- |
| Luogang    | 萝岗街道 | Luógǎng Jiēdào |
| Xiagang    | 夏港街道 | Xiàgǎng Jiēdào |
| Dongqu     | 东区街道 | Dōngqū Jiēdào  |
| Lianhe     | 联和街道 | Liánhé Jiēdào  |
| Yonghe     | 永和街道 | Yǒnghé Jiēdào  |
| P. Jiulong | 九龙镇   | Jiǔlóng Zhèn   |

## Clima
Debido a su posición geográfica,los patrones climáticos en la siguiente tabla son los mismos de Cantón.
| Parámetros climáticos promedio de Luogáng (1971–2000) | Parámetros climáticos promedio de Luogáng (1971–2000) | Parámetros climáticos promedio de Luogáng (1971–2000) | Parámetros climáticos promedio de Luogáng (1971–2000) | Parámetros climáticos promedio de Luogáng (1971–2000) | Parámetros climáticos promedio de Luogáng (1971–2000) | Parámetros climáticos promedio de Luogáng (1971–2000) | Parámetros climáticos promedio de Luogáng (1971–2000) | Parámetros climáticos promedio de Luogáng (1971–2000) | Parámetros climáticos promedio de Luogáng (1971–2000) | Parámetros climáticos promedio de Luogáng (1971–2000) | Parámetros climáticos promedio de Luogáng (1971–2000) | Parámetros climáticos promedio de Luogáng (1971–2000) | Parámetros climáticos promedio de Luogáng (1971–2000) |
| Mes                                                   | Ene.                                                  | Feb.                                                  | Mar.                                                  | Abr.                                                  | May.                                                  | Jun.                                                  | Jul.                                                  | Ago.                                                  | Sep.                                                  | Oct.                                                  | Nov.                                                  | Dic.                                                  | Anual                                                 |
| ----------------------------------------------------- | ----------------------------------------------------- | ----------------------------------------------------- | ----------------------------------------------------- | ----------------------------------------------------- | ----------------------------------------------------- | ----------------------------------------------------- | ----------------------------------------------------- | ----------------------------------------------------- | ----------------------------------------------------- | ----------------------------------------------------- | ----------------------------------------------------- | ----------------------------------------------------- | ----------------------------------------------------- |
| Temp. máx. media (°C)                                 | 18.3                                                  | 18.5                                                  | 21.6                                                  | 25.7                                                  | 29.3                                                  | 31.5                                                  | 32.8                                                  | 32.7                                                  | 31.5                                                  | 28.8                                                  | 24.5                                                  | 20.6                                                  | 26.3                                                  |
| Temp. mín. media (°C)                                 | 10.3                                                  | 11.7                                                  | 15.2                                                  | 19.5                                                  | 22.7                                                  | 24.8                                                  | 25.5                                                  | 25.4                                                  | 24.0                                                  | 20.8                                                  | 15.9                                                  | 11.5                                                  | 18.9                                                  |
| Lluvias (mm)                                          | 40.9                                                  | 69.4                                                  | 84.7                                                  | 201.2                                                 | 283.7                                                 | 276.2                                                 | 232.5                                                 | 227.0                                                 | 166.2                                                 | 87.3                                                  | 35.4                                                  | 31.6                                                  | 1736.1                                                |
| Días de lluvias (≥ 0.1 mm)                            | 7.5                                                   | 11.2                                                  | 15.0                                                  | 16.3                                                  | 18.3                                                  | 18.2                                                  | 15.9                                                  | 16.8                                                  | 12.5                                                  | 7.1                                                   | 5.5                                                   | 4.9                                                   | 149.2                                                 |
| Horas de sol                                          | 118.5                                                 | 71.6                                                  | 62.4                                                  | 65.1                                                  | 104.0                                                 | 140.2                                                 | 202.0                                                 | 173.5                                                 | 170.2                                                 | 181.8                                                 | 172.7                                                 | 166.0                                                 | 1628.0                                                |
| Humedad relativa (%)                                  | 72                                                    | 78                                                    | 82                                                    | 84                                                    | 84                                                    | 84                                                    | 82                                                    | 82                                                    | 78                                                    | 72                                                    | 66                                                    | 66                                                    | 77.5                                                  |
| Fuente: China Meteorological Administration           |                                                       |                                                       |                                                       |                                                       |                                                       |                                                       |                                                       |                                                       |                                                       |                                                       |                                                       |                                                       |                                                       |